# Esves-le-Moutier
Esves-le-Moutier és un municipi francès, situat al departament de l'Indre i Loira i a la regió de Centre – Vall del Loira. L'any 2007 tenia 143 habitants.

## Demografia

### Població
El 2007 la població de fet d'Esves-le-Moutier era de 143 persones. Hi havia 68 famílies, de les quals 20 eren unipersonals (16 homes vivint sols i 4 dones vivint soles), 28 parelles sense fills i 20 parelles amb fills.
La població ha evolucionat segons el següent gràfic:
Habitants censats

### Habitatges
El 2007 hi havia 92 habitatges, 69 eren l'habitatge principal de la família, 12 eren segones residències i 11 estaven desocupats. 90 eren cases i 2 eren apartaments. Dels 69 habitatges principals, 52 estaven ocupats pels seus propietaris, 16 estaven llogats i ocupats pels llogaters i 1 estava cedit a títol gratuït; 2 tenien dues cambres, 15 en tenien tres, 20 en tenien quatre i 32 en tenien cinc o més. 56 habitatges disposaven pel capbaix d'una plaça de pàrquing. A 34 habitatges hi havia un automòbil i a 31 n'hi havia dos o més.

### Piràmide de població
La piràmide de població per edats i sexe el 2009 era:
| Homes | Edats   | Dones |
| ----- | ------- | ----- |
| 0     | 95 o +  | 0     |
| 0     | 90 a 94 | 0     |
| 4     | 85 a 89 | 4     |
| 4     | 80 a 84 | 4     |
| 4     | 75 a 79 | 8     |
| 12    | 70 a 74 | 0     |
| 8     | 65 a 69 | 4     |
| 4     | 60 a 64 | 4     |
| 4     | 55 a 59 | 8     |
| 4     | 50 a 54 | 0     |
| 8     | 45 a 49 | 8     |
| 8     | 40 a 44 | 0     |
| 0     | 35 a 39 | 4     |
| 8     | 30 a 34 | 4     |
| 0     | 25 a 29 | 4     |
| 4     | 20 a 24 | 0     |
| 0     | 15 a 19 | 0     |
| 0     | 10 a 14 | 4     |
| 8     | 5 a 9   | 0     |
| 0     | 0 a 4   | 4     |

## Economia
El 2007 la població en edat de treballar era de 87 persones, 70 eren actives i 17 eren inactives. De les 70 persones actives 66 estaven ocupades (37 homes i 29 dones) i 4 estaven aturades (1 home i 3 dones). De les 17 persones inactives 12 estaven jubilades, 3 estaven estudiant i 2 estaven classificades com a «altres inactius».

### Ingressos
El 2009 a Esves-le-Moutier hi havia 72 unitats fiscals que integraven 151 persones, la mediana anual d'ingressos fiscals per persona era de 16.614 €.

### Activitats econòmiques
L'únic establiment que hi havia el 2007 era d'una empresa de serveis.
L'any 2000 a Esves-le-Moutier hi havia 13 explotacions agrícoles que ocupaven un total de 666 hectàrees.

## Poblacions més properes
El següent diagrama mostra les poblacions més properes.